# Britisch-Neuguinea

Flagge der Kolonie

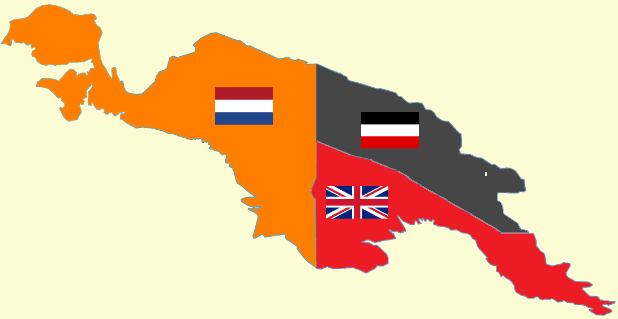
Politische Karte Neuguineas von 1884 bis 1919: Niederländisch-Neuguinea (links), Kaiser-Wilhelms-Land (rechts oben) und Britisch-Neuguinea (rechts unten)

Der Südostteil der Insel Neuguinea war unter der Bezeichnung Britisch-Neuguinea eine britische Kolonie. Der Westteil war die niederländische Kolonie Niederländisch-Neuguinea.
1883 beauftragte Thomas McIlwraith, der Premierminister von Queensland, den Polizeirichter auf Thursday Island, Henry Chester, den östlichen Teil Neuguineas im Namen der britischen Regierung in Besitz zu nehmen. Chester hisste am 4. April 1883 in der gerade neu gegründeten Siedlung Port Moresby die britische Flagge. Diese Besitzergreifung, zu der er nicht autorisiert war, wurde von der britischen Regierung jedoch nicht anerkannt. Nachdem die australischen Kolonien im darauf folgenden Jahr finanzielle Unterstützung zugesagt hatten, erklärte James Elphinstone Erskine, der Commodore der australischen Station, das Gebiet am 6. November 1884 vom 141° O bis zum Ostkap sowie einige Inseln in der Nähe des Festlandes an der Goschen-Straße und im Süden, einschließlich der Kosmann-Insel zum britischen Protektorat Britisch-Neuguinea (British New Guinea territory). Am 9. Dezember erhielt Erskine den Befehl, das britische Protektorat auch auf die D’Entrecasteaux-Inseln sowie die benachbarten kleineren Inseln auszudehnen. Zunächst waren Generalmajor Peter Scratchley, dann John Douglas Sonderbevollmächtigte für das Britische Neuguinea-Protektorat mit Sitz in Port Moresby.
Am 4. September 1888 folgte ihnen als Administrator William MacGregor. Er proklamierte gleich nach seiner Ankunft die förmliche Besitzergreifung an Stelle des Protektorats, wodurch Britisch-Neuguinea (British New Guinea) zur britischen Kronkolonie wurde. Regierung und Verwaltung erfolgten nicht von London aus, sondern durch die Regierung von Queensland. Am 1. September 1906 wurde Britisch-Neuguinea unter der Bezeichnung Territorium Papua (Territory of Papua) an Australien zur Verwaltung übertragen.

## Sonderbevollmächtigte
- 1884–1885 Peter Scratchley, Sonderbevollmächtigter Großbritanniens für das Britische Neuguinea-Protektorat
- 1885–1886 Hugh Hastings Romilly (amtierend)
- 1886–1887 John Douglas

## Administratoren
- 1888–1895 William MacGregor

## Gouverneure
- 1895–1897 William MacGregor
- 1898–1903 George Le Hunte
- 1903–1904 Christopher Stansfield Robinson (amtierend)
- 1904–1907 Francis Rickman Barton (amtierend)